# 덕원 수도원
덕원베네딕도 대수도원은 강원도 문천군에 있던 수도원이다. 교황청에서는 천주교 덕원자치수도원구를 설립하여 1949년 5월 10일 조선민주주의인민공화국 당국이 자치구를 운영하고 있던 성 베네딕도회 덕원 수도원을 폐쇄하자 살아남은 사제들은 칠곡군 왜관으로 피난가서 성 베네딕도회 왜관수도원을 만들었다. 이후부터 성직자와 수도자, 소속 신자들이 없는 이른바 "침묵의 교회"로 남아있다. 현재 원산농업대학의 건물이다.
원산-함흥 전투에서 살아남은 몇 안 되는 건물 중 하나이다.